# LVII Corpo de Exército (Alemanha)
O LVII Corpo de Exército (em alemão:LVII. Armeekorps) foi um Corpo de Exército alemão que operou durante a Segunda Guerra Mundial.

## Comandantes
| Comandante                                   | Data                                                    |
| -------------------------------------------- | ------------------------------------------------------- |
| General der Panzertruppen Adolf Kuntzen      | 15 de março de 1941 - 15 de novembro de 1941            |
| Generalleutnant Friedrich Kirchner           | 16 de novembro de 1941 - 31 de janeiro de 1942 m.d.F.b. |
| General der Panzertruppen Friedrich Kirchner | 01 de fevereiro de 1942 - 21 de junho de 1942           |

## Área de operações
| Alemanha & Polônia             | fevereiro de 1941 - junho de 1941 |
| Frente Oriental, setor central | junho de 1941 - junho de 1942     |